# Катерини
Катерѝни или понякога Катерѝна (на гръцки: Κατερίνη) е град в Централна Македония, Гърция, център на дем Катерини в регион Западна Македония. Градът е център и на Китроската, Катеринска и Платамонска епархия.

## География
Разположен е в Пиерийската равнина, между планината Олимп и Солунския залив, на надморска височина от 30 m. Намира се на 60 km югоизточно от Солун, втория по големина град в Гърция, което благоприятства развитието на Катерини. До Катерини може да се стигне по автомагистралата Солун – Атина и по Егнатия Одос на север. Добре развит е и железопътният транспорт с местни влакове и влакове по линията от Атина за Солун. Добре развита е и автобусната мрежа, както в местен, така и в национален мащаб.
Катерини е популярна туристическа дестинация, разположен е на 6 км от брега на морето. Наблизо се намират няколко значими археологически забележителности като древния град Дион от V век пр. Хр. и венецианския замък Платамон. Курортите Коринос, Паралия и Олимпиаки Акти (Катериноскала) са обичани през лятото както от гръцките, така и от чуждестранните туристи. Подножието на планината Олимп и известното градче Литохоро са на разстояние от около 20 км от центъра на Катерини.
Името на града произхожда от името на Света Екатерина, християнска мъченица, живяла през IV век. Освободен е от властта на Османската империя на 16 октомври 1912 година. По времето на Втората световна война е окупиран от германските войски на 14 април 1941 година. Суверенитетът на Гърция е възстановен през 1944 година.
Градът става национално известен в цяла Гърция заради песента на Микис Теодоракис „То трено февги стис охто“ (Влакът тръгва в осем) по текст на поета Манос Елефтериу, в изпълнение на Харис Алексиу.

## История

### В Османската империя
Гръцкият просвещенец Атанасиос Псалидас пише в своята „География“ (1818 – 1822):
| „ | Катерини, малък град, населен от турци и гърци, както и Няуса. Тук се обработва коноп изключително и от него правят кърпи за лице, хавлии и забележителни ризи за къпане, каквито никъде другаде не се произвеждат. | “ |

Александър Синве („Les Grecs de l’Empire Ottoman. Etude Statistique et Ethnographique“) в 1878 година пише, че в Катерини (Katerini), Китроска епархия, живеят 630 гърци.
В катедралната църква „Възнесение Господне“ има 5 икони, дело на кулакийски майстор от втората половина на XIX век.

### В Гърция
В 1913 година след Междусъюзническата война градът остава в Гърция. Турското му население постепенно се изселва. В 1922 година в Катерини са заселени 4128 гърци бежанци. В 1928 година Катерина става дем и е смесено местно-бежанско селище със 167 бежански семейства и 627 жители бежанци.
| Име                 | Име                   | Ново име | Ново име | Описание                                             |
| ------------------- | --------------------- | -------- | -------- | ---------------------------------------------------- |
| Караагач            | Καραγάτς              | Каридиес | Καρυδιές | местност на С от Катерини и на Ю от Ганохора (Турия) |
| Команджа            | Κομάντζα              | Риза     | Ριζά     |                                                      |
| Спиридонидов чифлик | Τσιφλίκι Σπυριδωνίδου | Скопия   | Σκοπιά   | чифлик на С от Катерини и на З от Неа Храни          |
| Хохта или Кохта     | Κόχτα                 | Палюри   | Παλιούρι | възвишение на ЮЗ от Като Агиос Йоанис                |
| Мучара              | Νουτσάρα              | Неупи    | Νερούλι  | местност на Ю от Катерини, по левия бряг на Пелекас  |
| Смайло              | Σμάϊλο                | Левки    | Λεύκη    | местност на ЮИ от Катерини и на З от Олимпиаки Акти  |

## Градска инфраструктура
В Катерини има основни и средни училища, банки, поща, държавни и частни болници, ново оформен градски парк, множество площади, административната сграда на ном Пиерия, катедрален храм и много църкви, кино, театри и много магазини, ресторанти и кафета. Паралия е признат за главен регионален център за забавления през лятото.
В града работи понтийски етнографски музей – Етнографският музей на Съюза на понтийците в Пиерия.
| Година    | 1913 | 1920 | 1928  | 1940  | 1951  | 1961  | 1971  | 1981  | 1991  | 2001  | 2011  | 2021  |
| --------- | ---- | ---- | ----- | ----- | ----- | ----- | ----- | ----- | ----- | ----- | ----- | ----- |
| Население | 7393 | 6540 | 10138 | 16938 | 24605 | 28046 | 28808 | 38404 | 43613 | 51332 | 55997 | 56961 |

## Спорт
Футболният клуб на Катерини се казва Пиерикос и е основан в 1961 година при сливането на клубовете Мегас Александрос (Александър Велики) и Олимпос (Олимп).

## Личности
В Катерини са родени гръцките андартски дейци Георгиос Далас, Димитриос Дзимугеоргис, Николаос Бамбаникас и други. Сред известните катеринци са също така гръцките политици Василиос Тавандзис, Йоанис Петридис, Савас Хионидис, богословът Атанасиос Ангелопулос, художникът Анастасиос Гонгос, архитектът Панделис Цертикидис.

## Побратимени градове
- Моосбург, Австрия
- Чачак, Сърбия